# Poecilopsis lappograecaria
Poecilopsis lappograecaria là một loài bướm đêm trong họ Geometridae.